# Hagia Sofia, Salonic
Hagia Sofia (în greacă Ἁγία Σοφία, Sfânta Înțelepciune) aflată în Salonic, Grecia, este una din cele mai vechi biserici din oraș păstrate până în prezent. Acesta este unul din cele câteva monumente din Salonic incluse pe lista Siturilor Patrimoniului Mondial UNESCO.

## Istoria
Încă din secolul al III-lea a existat o biserică aflată pe actualul loc 
al Hagiei Sophia. În secolul al VII-lea a fost ridicată structura actuală, bazată pe Hagia Sophia din Constantinopol (astăzi Istanbul, Turcia). În 1205, când orașul a fost capturat în timpul celei de-a patra cruciade, Hagia Sophia a fost transformată în catedrala din Salonic, care a rămas așa și după ce orașul a revenit în Imperiul Bizantin în 1246. După capturarea orașului Salonic de către sultanul otoman Murad al II-lea pe 29 martie 1430, biserica a fost transformată într-o moschee. A redevenit biserică o dată cu eliberarea Salonicului în 1912.

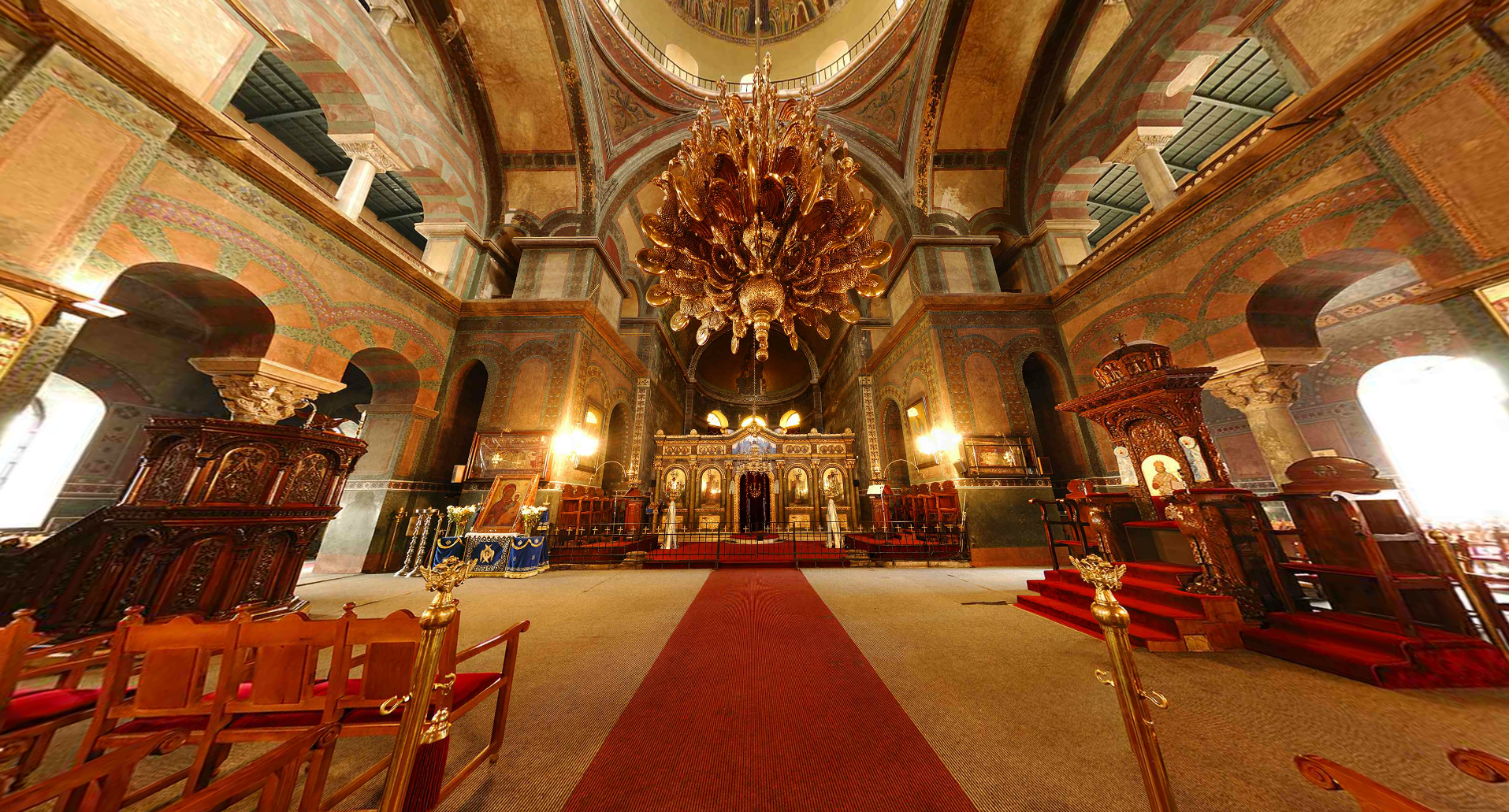
Vedere din interior a Hagiei Sophia

Planul de la sol este acela al unei basilici cu în plan de cruce greacă înscrisă. Împreună cu moscheile Gül și Kalenderhane din Istanbul și a bisericii Adormirii din Niceea, acum distrusă, reprezintă unul din principalele exemple de arhitectură de acest tip, specific perioadei de mijloc bizantine.
În epoca iconoclastă absida bisericii a fost împodobită cu mozaicuri de aur cu o singură cruce mare, în mod similar cu Hagia Irene din Constantinopol și Biserica Adormirii din Niceea. Crucea a fost înlocuită cu imaginea Theotokos (purtătoarea de Dumnezeu sau Maria) în 787-797 după victoria iconodulilor. Mozaicul din cupolă reprezintă acum Înălțarea Domnului cu inscripția din Fapte 1:11 "bărbați Galileeni, de ce stați și vă uitați spre cer?". Cupola este înconjurată de figurile celor doisprezece apostoli, a Mariei și a doi îngeri.
Între 1907 și 1909 istoricul bizantin Charles Diehl a restaurat întreaga clădire, care a suferit mai multe daune în timpul unui incendiu din 1890. Mare parte din decorul interior a fost tencuit după marele incendiu din Salonic din 1917. Domul nu a fost restaurat până în 1980.